# Hermaringen
Hermaringen ist eine Gemeinde in Baden-Württemberg. Sie ist die kleinste selbständige Gemeinde im Landkreis Heidenheim und gehört zur Region Ostwürttemberg.

## Geographie

### Gemeindegliederung
Zur Gemeinde Hermaringen gehören das Dorf Hermaringen, der Gemeindeteil Gerschweiler, Hohweiher und das Gehöft Allewind. Des Weiteren liegen im Gemeindegebiet die abgegangenen Ortschaften Burg Benzenberg, Burg auf dem Stromberg (landläufig „Strohmberg“), Güssenburg, Güssenberg, Stettberg, Kapfersfeld und Taublingen. Hermaringen liegt an der Brenz.

### Flächenaufteilung
Nach Daten des Statistischen Landesamtes, Stand 2014.

## Geschichte

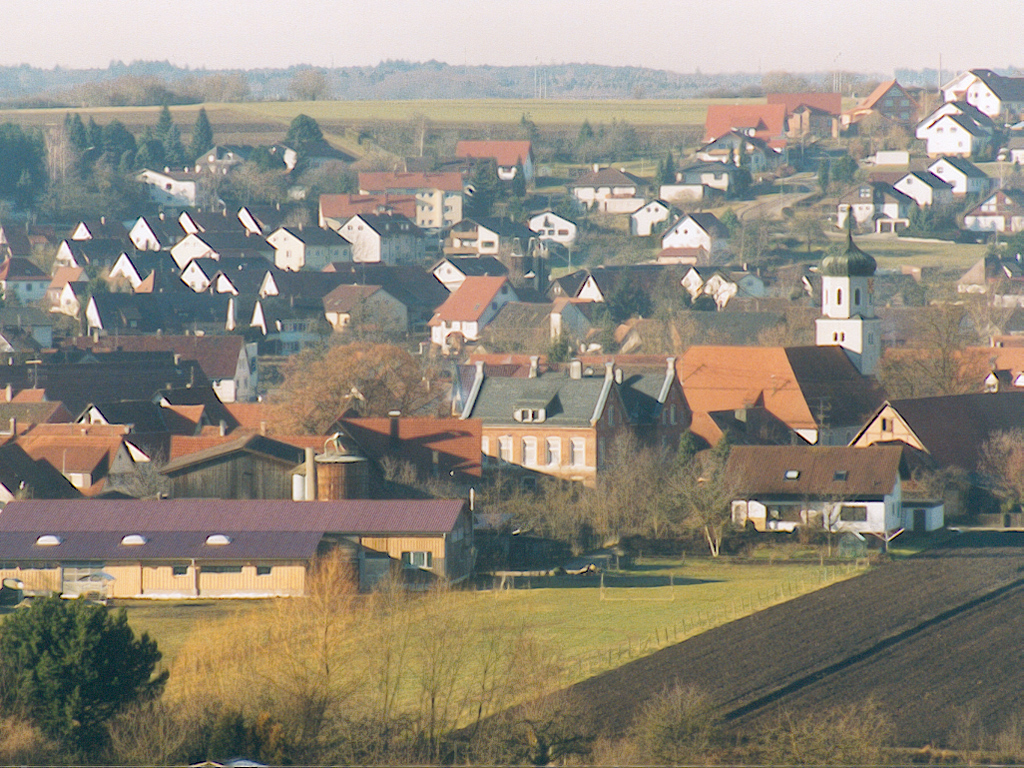
Hermaringen aus Nordosten

### Frühe Geschichte
Älteste Funde einer Besiedelungsgeschichte in Hermaringen sind Grabhügel im Hartwald, die vermutlich von Kelten der frühen Hallstattzeit stammen. Aus der römischen Zeit gibt es nur sehr wenig Spuren, jedoch lassen Urnengräber die Existenz eines Gutshofs vermuten.

### Mittelalter
Der Ortsname Hermaringen, der vom Männernamen Herimar abgeleitet ist, wurde erstmals um 1150 als Haermeringen genannt. Die erste urkundliche Erwähnung stammt aus dem Jahr 1216, damals zur Grafschaft Dillingen gehörend. Ortsherren waren seit dem 13. Jahrhundert die Güssen, die die nahegelegene Güssenburg erbauten. Nachdem die Reichsstädte Ulm, Lauingen und Giengen an der Brenz sie im Juni 1448 zerstörten, wurde die Burg im selben Jahr von Graf Ulrich von Württemberg erworben.

### Neuzeit
Mit der Herrschaft Heidenheim fiel Hermaringen 1504 an Württemberg und wurde dem Amt Heidenheim zugeordnet. In den Jahren 1585, 1692 und 1698 ereigneten sich jeweils größere Dorfbrände.
Nach der Gründung des Königreichs Württemberg war der Ort von 1806 bis 1808 kurzzeitig beim Oberamt Giengen, kam aber schon 1808 wieder zum Oberamt Heidenheim. 1875 erfolgte mit dem Weiterbau der Brenzbahn von Heidenheim der Anschluss an das Streckennetz der Württembergischen Eisenbahn. 1876 war auch der Streckenabschnitt bis Ulm fertiggestellt. Bei der Kreisreform während der NS-Zeit in Württemberg kam die Gemeinde 1938 zum Landkreis Heidenheim. 1945 bis 1952 gehörte Hermaringen zum Land Württemberg-Baden, das 1945 in der Amerikanischen Besatzungszone gegründet worden war. 1952 gelangte die Gemeinde zum neuen Bundesland Baden-Württemberg.

### Religionen
Wie in allen Teilen Altwürttembergs wurde auch in Hermaringen im 16. Jahrhundert die Reformation eingeführt. Seither ist der Ort evangelisch geprägt. Die Kirchengemeinde Hermaringen gehört zur Evangelischen Landeskirche in Württemberg. Die kleine römisch-katholische Gemeinde im Ort, die sich nach dem Zweiten Weltkrieg aus zugezogenen Flüchtlingen und Heimatvertriebenen bildete, wird im Zusammenhang einer „Seelsorgeeinheit“ im unteren Brenztal von Giengen an der Brenz aus geistlich versorgt. Die Seelsorgeeinheit gehört zum Dekanat Heidenheim der Diözese Rottenburg-Stuttgart.

### Einwohnerentwicklung
Die Einwohnerzahlen nach dem jeweiligen Gebietsstand sind Schätzungen, Volkszählungsergebnisse (¹) oder amtliche Fortschreibungen des Statistischen Landesamtes Baden-Württemberg (nur Hauptwohnsitze).
| Jahr                 | Einwohner |
| -------------------- | --------- |
| 1. Dezember 1871 1   | 911       |
| 1. Dezember 1880 1   | 921       |
| 1. Dezember 1890 1   | 932       |
| 1. Dezember 1900 1   | 971       |
| 1. Dezember 1910 1   | 1002      |
| 16. Juni 1925 1      | 1080      |
| 16. Juni 1933 1      | 1109      |
| 17. Mai 1939 1       | 1146      |
| 13. September 1950 1 | 1695      |
| 6. Juni 1961 1       | 1940      |
| 27. Mai 1970 1       | 2293      |

| Jahr              | Einwohner |
| ----------------- | --------- |
| 31. Dezember 1980 | 2196      |
| 25. Mai 1987 1    | 2115      |
| 31. Dezember 1990 | 2234      |
| 31. Dezember 1995 | 2345      |
| 31. Dezember 2000 | 2243      |
| 31. Dezember 2005 | 2297      |
| 31. Dezember 2010 | 2313      |
| 31. Dezember 2015 | 2162      |
| 31. Dezember 2020 | 2238      |

## Politik

### Bürgermeister
Am 10. Januar 2010 wurde Jürgen Mailänder (parteilos) mit 98,76 % der Stimmen wiedergewählt.
Ehemalige Bürgermeister sind Oskar Enslin, Fritz Keck (1948 bis 1978) und Kurt Keller (1978 bis 2002).

### Gemeinderat
Der Gemeinderat in Hermaringen hat 12 Mitglieder. Bei der Kommunalwahl am 9. Juni 2024 wurde der Gemeinderat durch Mehrheitswahl gewählt. Mehrheitswahl findet statt, wenn kein oder nur ein Wahlvorschlag (Bürgerliste Hermaringen) eingereicht wurde. Die Bewerber mit den höchsten Stimmenzahlen sind dann gewählt. Der Gemeinderat besteht aus den ehrenamtlichen Gemeinderäten und dem Bürgermeister als Vorsitzendem. Der Bürgermeister ist im Gemeinderat stimmberechtigt. Die Wahlbeteiligung lag bei 68,6 % (2019: 69,7 %).

### Wappen
| Wappen der Gemeinde Hermaringen | Blasonierung: „Unter grünem Schildhaupt, darin drei sechsstrahlige silberne (weiße) Sterne nebeneinander, in Silber (Weiß) auf grünem Boden eine grüne Linde.“ |
| Wappen der Gemeinde Hermaringen | Wappenbegründung: Im Schultheißenamtssiegel aus dem Jahre 1930 und in späteren Briefaufdrucken war – noch ohne Wappenschild – ein naturalistisch dargestellter Laubbaum zu sehen, der in der Gemeinde als eine Linde angesprochen wurde. Wahrscheinlich bezog sich dieses Stempelbild auf eine markante Dorflinde. Zusammen mit drei sechsstrahligen Sternen aus dem Wappen der Güß von Güssenberg, die bei Hermaringen ihren Burgsitz hatten, gelangte die Linde in das Wappen. Das Wappen wurde der Gemeinde Hermaringen – gemeinsam mit der Flagge – von der damals vorläufigen Regierung am 9. März 1953 verliehen. |

### Gemeindepartnerschaften
Seit 1992 besteht eine Partnerschaft mit der sächsischen Gemeinde Claußnitz.

## Wirtschaft und Infrastruktur

### Verkehr
Hermaringen liegt an der Bundesstraße 492 (nach Herbrechtingen). Anbindung besteht zur Bundesautobahn 7 (Ausfahrt 117). Hermaringen liegt an der Bahnstrecke Aalen–Ulm und gehört dem Heidenheimer Tarifverbund an. Die Durchfahrtsstraße ist nach den zwei Württembergischen Königen Friedrich I. und Karl I. benannt.
Durch eine Alltagsroute aus dem Radnetz Baden-Württemberg ist Hermaringen über Sontheim an der Brenz, Niederstotzingen und Langenau mit Ulm verbunden sowie in der anderen Richtung über Giengen und Herbrechtingen mit Heidenheim. In Sontheim gibt es einen Abzweig Richtung Bächingen und Gundelfingen an der Donau.
Durch die Gemeinde verlaufen zwei Landes-Radfernwege:
- Der Württemberger Tälerradweg führt von Crailsheim über Aalen, Heidenheim, Giengen und Hermaringen nach Ulm und weiter über Göppingen nach Schwäbisch Gmünd.
- Der Albtäler-Radweg führt ebenfalls als Landes-Fernradweg durch die Gemeinde; es handelt sich um einen Rundkurs zwischen Römerstein und Giengen. Er verläuft vom Rammingen kommend ins Lonetal, zweigt aber vor Burgberg davon ab und streift Hermaringen an dessen nördlichem Rand. Er führt weiter über Giengen und Herbrechtingen ins Eselsburger Tal.

### Ansässige Unternehmen
Im Industriegebiet Berger Steig:
- Hauff-Technik GmbH & Co. KG[6]
- Moroff und Baierl GmbH[7]
- Lindel Bau GmbH[8]
- Strobel Garten- u. Landschaftsbau GmbH[9]
- Klaiber GmbH[10]

In Gerschweiler befindet sich die Vereinigte Filzfabriken AG.

### Bildungseinrichtungen
Mit der Rudolf-Magenau-Schule verfügt Hermaringen über eine eigene Grundschule. Weiterführende Schulen können in Giengen und Heidenheim besucht werden.

## Sehenswürdigkeiten
Neben einem Stolperstein, dort wo das Geburtshaus Georg Elsers ehemals stand, gibt es seit dem 4. November 2019 ein Denkmal für den Sohn der Gemeinde am Rathausplatz, eingeweiht von Bundespräsident Frank-Walter Steinmeier.
Die Ruine der Burg Güssenburg liegt auf dem Schlossberg über dem Brenztal.

## Persönlichkeiten

### In Hermaringen geboren oder aufgewachsen
- Gerdt von Bassewitz (1878–1923), Schriftsteller, Autor von Peterchens Mondfahrt
- Dieter Braun (* 1943), Motorradrennfahrer, zweifacher Weltmeister
- Georg Elser (1903–1945), Kunstschreiner, Widerstandskämpfer und Hitler-Attentäter, nach dem 1984 eine Straße in Hermaringen benannt wurde[12]

### Mit Hermaringen verbunden
- Rudolf Magenau (1767–1846), evangelischer Pfarrer in Hermaringen von 1819 bis 1846[13]

### Ehrenbürger
- Fritz Keck
- Kurt Keller

### Silberne Ehrennadel
- Albert Eisele (2023)
- Lothar Lang (2023)[14]